# Réunionparkiet
De réunionparkiet (Psittacula eques eques) is een vogel, een ondersoort uit de familie Psittaculidae (papegaaien van de Oude Wereld).
Deze soort wordt nu beschouwd als de uitgestorven nominaat die voorkwam op het eiland Réunion. De op het eiland Mauritius voorkomende ondersoort mauritiusparkiet (Psittacula eques echo) is een nog levende, bedreigde soort.